# Détachement dans le corps des professeurs certifiés
En France, le détachement dans le corps des professeurs certifiés est une voie de recrutement permettant à un fonctionnaire d'enseigner dans le second degré.
Il s'agit de l'une des seules façons, avec l'obtention du concours de l'agrégation, de celle du CAPES et l'inscription sur liste d'aptitude, d'enseigner en collège ou en lycée en qualité de professeur titulaire.

## Conditions
Les professeurs des écoles ou les professeurs du second degré souhaitant changer de discipline peuvent intégrer le corps des certifiés s'ils justifient d'un niveau de diplôme équivalent à celui exigé lors de l'inscription aux concours (master ou, dans certaines disciplines, licence) ainsi que d'excellents résultats universitaires dans la ou les disciplines concernée(s), depuis la première année d'études supérieures jusqu'au master.

## Procédure
Le dossier de détachement est constitué de l'ensemble des diplômes, des relevés de notes universitaires, d'une lettre de motivation ainsi que d'un C.V. du candidat. La demande est examinée par différentes instances, selon une logique pyramidale.
Pour les professeurs des écoles souhaitant intégrer le corps des certifiés, le dossier doit être validé par l'inspection de circonscription puis par la direction des services départementaux de l’Éducation nationale. Le candidat est ensuite reçu, au rectorat, par un ou plusieurs IA-IPR de la discipline d'accueil. Ceux-ci apprécient, dans le cadre d'un oral, le niveau scientifique et pédagogique du candidat (connaissances disciplinaires, maitrise des notions et des concepts propres à la discipline, connaissance des programmes). À l'issue de cet oral, les IA-IPR émettent ou non un avis favorable. Celui-ci conditionne l'accès à la dernière étape du processus, qui consiste en un nouvel examen du dossier par une commission administrative paritaire nationale. Si le dossier est validé, le détachement est prononcé.
Le candidat exerce alors en qualité de professeur-stagiaire durant un an. S'il donne satisfaction, il devient officiellement, à l'issue de sa période de stage, professeur certifié et est radié de son corps d'origine.

## Recrutement
Le détachement constitue une voie d'accès au corps des professeurs certifiés peu connue. Cela s'explique par son caractère sélectif. Chaque année, très peu de candidats voient leur démarche aboutir (en 2018, par exemple, 151 candidats sont devenus professeurs certifiés d'allemand via l'obtention du CAPES externe, 29 via celle du CAPES interne et 8 par détachement).